# Varen'e
Il varen'e (in russo варенье?) è una composta a base di frutti interi tipica della Russia e Ucraina.

## Etimologia
"Varen'e" è un'antica parola slava che viene usata nelle lingue slave orientali usata per riferirsi a qualsiasi tipo di conserva di frutta dolce. La parola ha radici etimologiche comuni con le parole che denotano cottura, bollitura, produzione di birra o stufatura (in russo варить?).

## Caratteristiche e preparazione
I varen'e più noti sono a base di amarene, fragole, lamponi, albicocche e mele, e altri frutti. La composta può anche essere preparata usando alcune verdure, noci, pigne e petali di rosa. Oltre a essere usato per accompagnare molti tipi di dolci diffusi nell'est europeo, fra cui frittelle, focaccine e torte come i bliny, gli olad'i, i syrniki, i pirog, i pirožki e i pieroghi, il varen'e viene talvolta utilizzato per addolcire il tè.
La preparazione del varen'e prevede la cottura (o la macerazione nello sciroppo di zucchero caldo) dei frutti affinché il loro sapore si propaghi nello zucchero. Tale processo deve essere seguito con attenzione: se infatti gli alimenti del varen'e vengono cotti troppo a lungo i frutti si romperanno e perderanno troppa consistenza. Al termine del processo, lo sciroppo di zucchero, essendo trasparente, diverrà dello stesso colore degli alimenti usati per la preparazione. Alcuni frutti dalla buccia dura richiedono una cottura di molte ore, mentre altri sono adatti per fare il cosiddetto "varen'e da cinque minuti" (in russo варенье-пятиминутка?, varen'e-pjatiminutka), in cui la frutta cruda viene fatta macerare nello zucchero secco per diverse ore. La miscela risultante viene successivamente riscaldata per circa cinque minuti. A differenza della confettura, il varen'e è composto da frutti che non vengono macerati e a cui non viene aggiunto alcun agente addensante. A volte il varen'e contiene altri dolcificanti come il miele o la melassa, che possono essere aggiunti o fungere da sostituti dello sciroppo di zucchero.

### Varianti

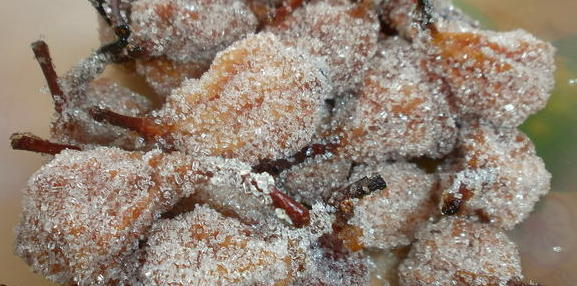
Varen'e secco di pere

#### Varen'e crudo
Nella preparazione del varen'e crudo (in russo сырое варенье?, syroe varen'e) gli ingredienti non vengono riscaldati. Si prepara grattugiando alcune bacche crude commestibili o altri frutti che vengono poi mescolati con lo zucchero.

#### Varen'e secco
Tipico durante la Russia pre-rivoluzionaria, il varen'e secco in russo сухое варенье?, suchoe varen'e è un confit di frutta ottenuto estraendo i frutti dallo sciroppo di varen'e e asciugandoli. L'alimento era tradizionale a Kiev (oggi capitale dell'Ucraina).

## Galleria d'immagini

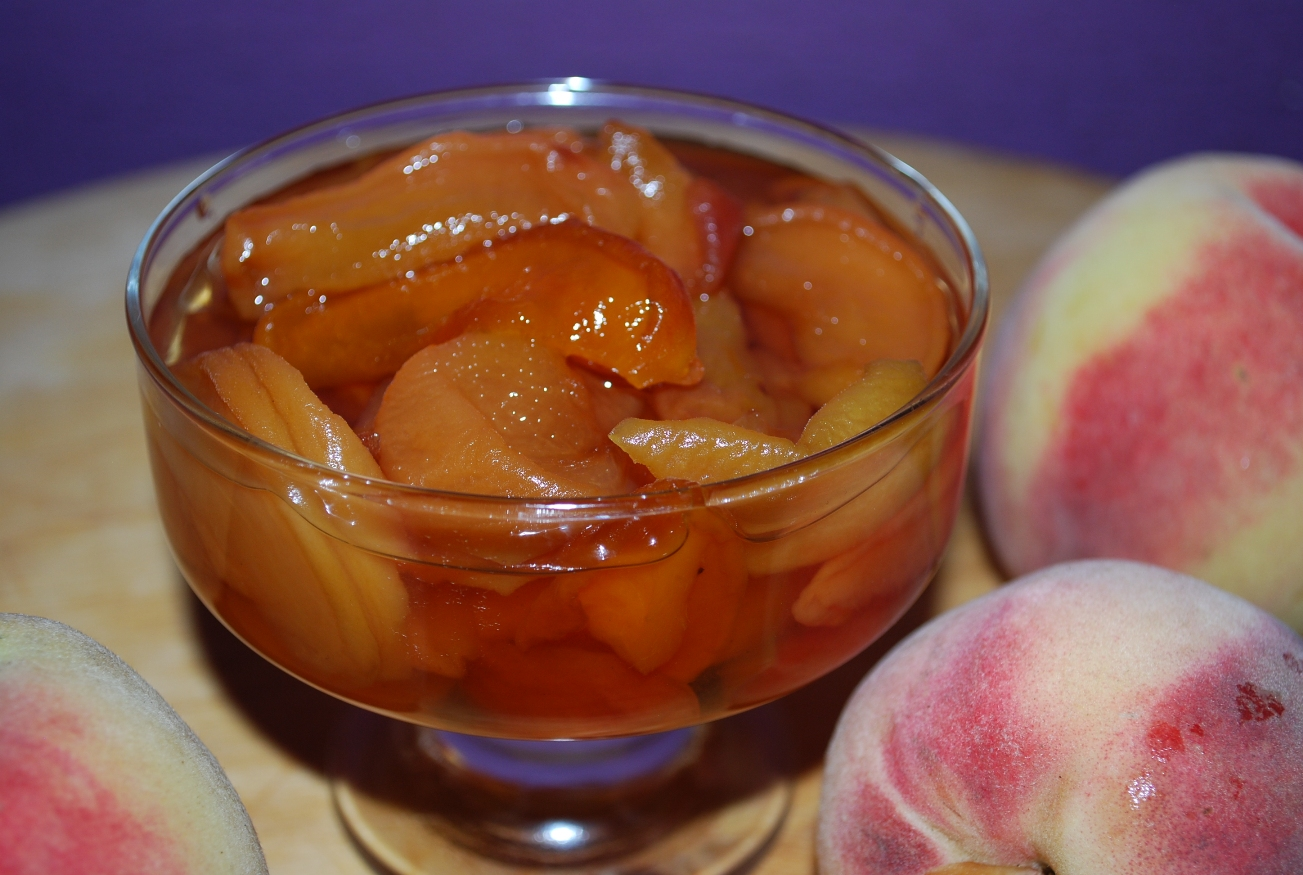
Varen'e di pesche
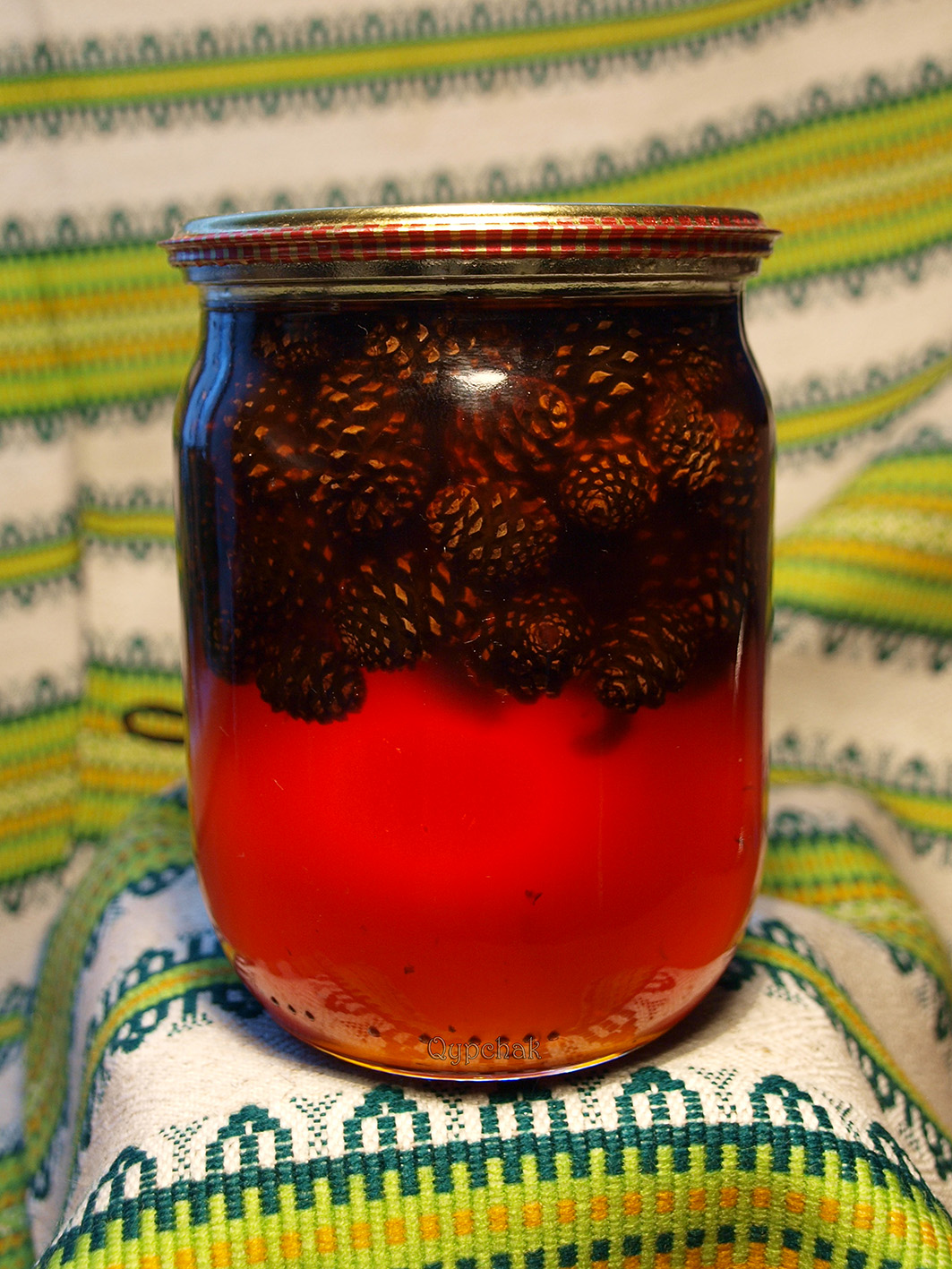
Varen'e di pigne
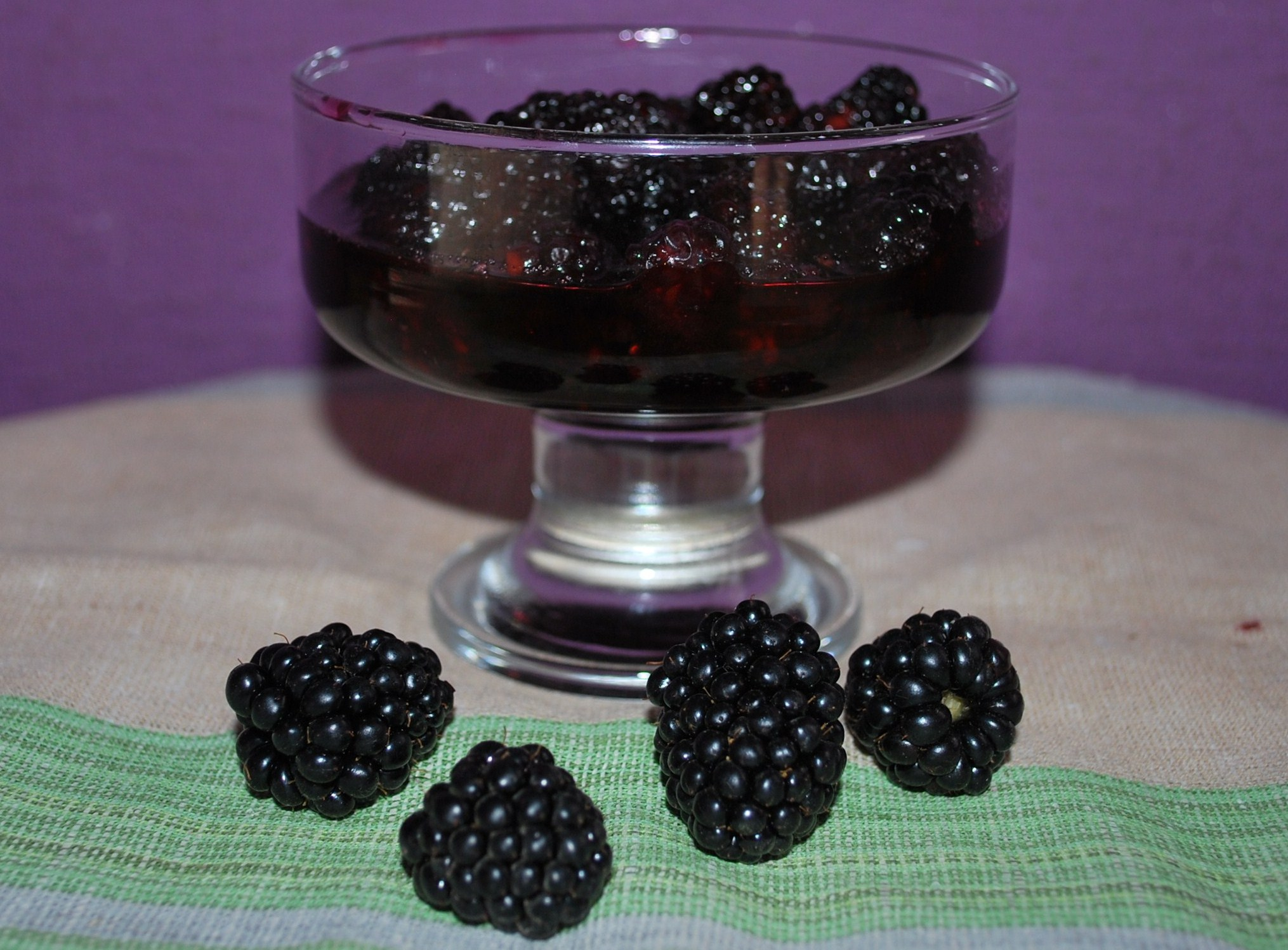
Varen'e di more
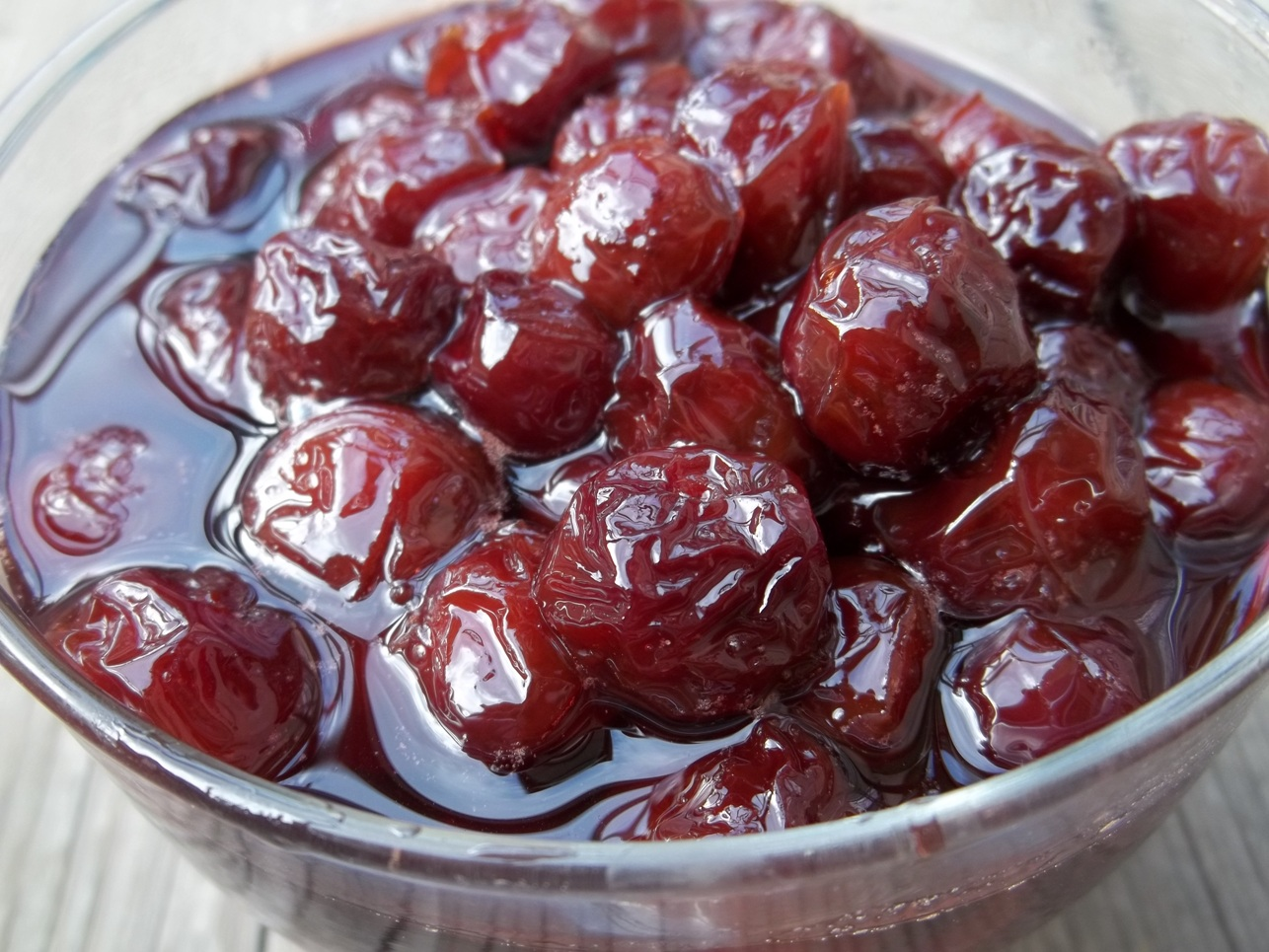
Varen'e di ciliegie